# 電鰻目
電鰻目（學名：Gymnotiformes）為真骨骨鳔类硬骨魚，分布於新熱帶界（北阿根廷至南墨西哥地區）的淡水流域（有部分種類會游至半咸水流域覓食），多為夜行性。電鰻目的成員透過擺動延長的臀鰭游動，可以在自身周圍產生電場進行探測與溝通。部分大型物種如電鰻（Electrophorus electricus）可以運用強力的電場進行攻擊或是自衛。電鰻目中有許多物種為觀賞魚，包括線翎電鰻（俗稱黑魔鬼）、線鰭電鰻（俗稱玻璃飛刀）與圭亞那裸背電鰻（俗稱虎紋飛刀）。

## 描述
除了電鰻之外，電鰻目的成員體型側扁且具尖細尾部，因此常被俗稱為「飛刀」（弓背魚科的成員有時也因為身形的關係同樣被稱為「飛刀」）。電鰻目不具有背鰭與腹鰭，臀鰭則幾乎延展至整個身體的下側，透過擺動臀鰭游動，身體則不左右擺動。這種游動方式使得電鰻目的成員得以輕易地前行或倒退游動。
尾鰭大幅退化，鰓孔小，肛門則位於頭部至胸鰭位置的腹側。
電鰻目具有發電器官，由肌肉細胞特化而成，讓牠們具有放電的能力，少數例如線翎電鰻科其發電器官則是由神經細胞特化。放電可為持續放電或者間歇性放電，間歇性放電的波形、持續時間、振福與頻率會因為種的不同而有差異，用來作為種間辨別的依據。
電鰻目的成員所放出的電多半僅有數毫伏，主要用於偵查周遭環境與潛藏在底部的獵物，或者用於同種之間的溝通。較大型的成員如電鰻，所發出的電流足以擊暈獵物，新品種伏打電鰻（Electrophorus voltai）（其实是从电鳗E. electricus当中拆分出来的）可輸出比一般普通電鰻發出的650伏發出更高的860伏。另一個新品種瓦氏電鰻（electroporus vari）則能發出572伏。

## 分類
目前電鰻目共有5科34屬約250種，有部分物種尚未有明確分類，所以實際的物種數仍然尚待明確。電鰻目被認為是鮎形目的姊妹群，大約在1億2千萬年前的白堊紀時期分歧。
電鰻目為輻鰭魚綱的其中一目，其下分2個亞目：
電鰻目 Gymnotiformes
裸背電鰻亞目 Gymnotoidei
裸背電鰻科 Gymnotidae
線鰭電鰻亞目 Sternopygoidei
大吻电鳗总科 Rhamphichthyoidea
大吻電鰻科 Rhamphichthyidae
短吻電鰻科 Hypopomidae
线翎电鳗总科 Apteronotoidea
線鰭電鰻科 Sternopygidae
線翎電鰻科 Apteronotidae